# Godswill Ekpolo
Godswill Ekpolo, né le 14 mai 1995 à Benin City au Nigeria, est un footballeur nigérian, qui évolue au poste d'arrière droit à l'Apollon Limassol.

## Biographie

### Débuts en club
Né à Benin City au Nigeria, Godswill Ekpolo rejoint l'Europe et l'Espagne à l'âge de huit ans avec sa famille et intègre le centre de formation du FC Barcelone jusqu'à ses 21 ans.
Laissé libre par le FC Barcelone, il fait un essai avec les Wolverhampton Wanderers en juillet 2016 et rejoint finalement Fleetwood Town en novembre 2016, club évoluant alors en League One (D3).

### BK Häcken
En juin 2018, Godswill Ekpolo signe un contrat de six mois avec le club suédois du BK Häcken. Il joue son premier match sous ses nouvelles couleurs le 29 juillet 2018 contre l'Örebro SK, en championnat. Il est titularisé et les deux équipes se neutralisent (1-1). En octobre 2018, Ekpolo prolonge son contrat jusqu'à la fin de l'année 2021 avec le BK Häcken.

### IFK Norrköping
En fin de contrat avec le BK Häcken, Godswill Ekpolo rejoint librement l'IFK Norrköping en janvier 2022. Le transfert est annoncé le 29 décembre 2021,.

### Apollon Limassol
Le 31 janvier 2023, Godswill Ekpolo rejoint le club chypriote de l'Apollon Limassol. Il signe un contrat courant jusqu'en mai 2024.